# Dean Razorback

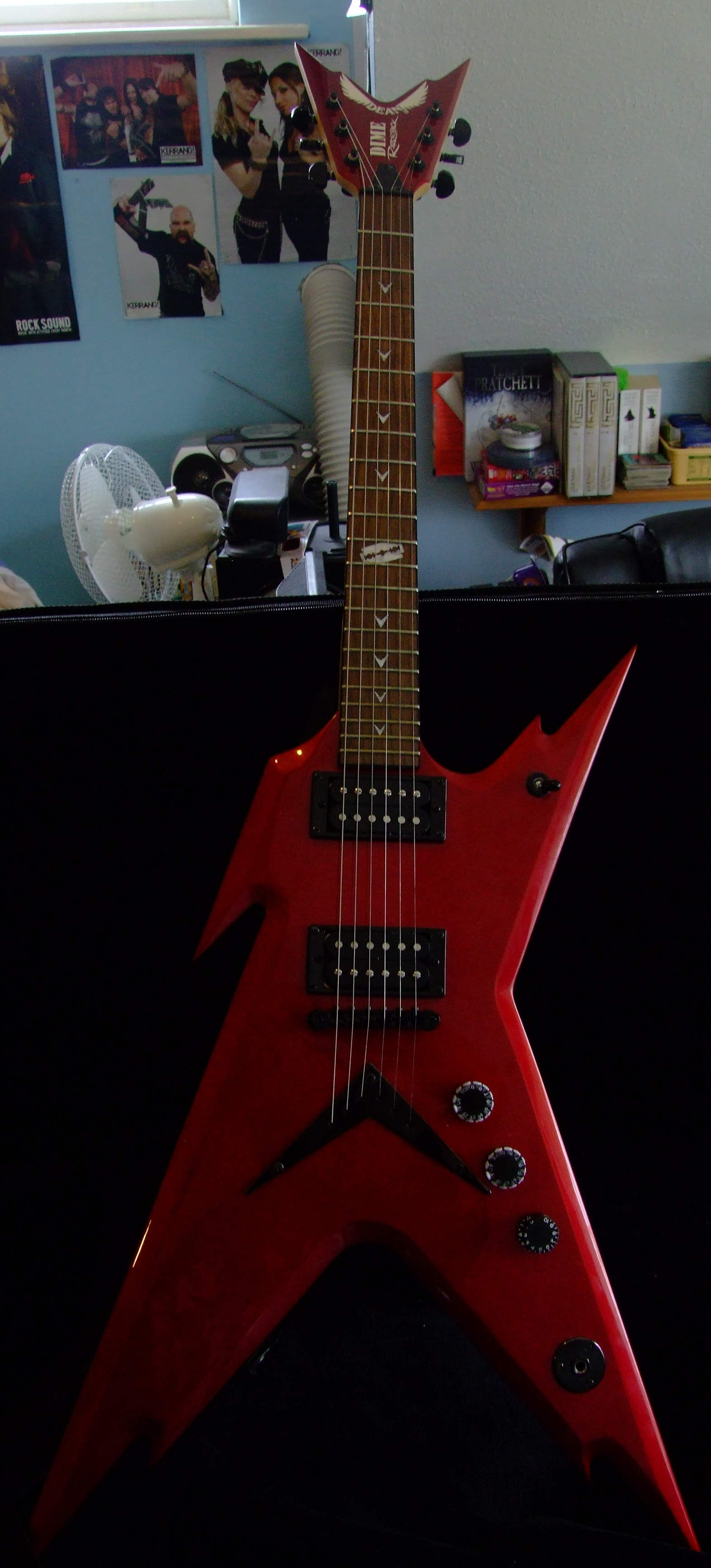
Гитара Dean Razorback

Dean Razorback (также Dime Razorback) — серия электрогитар производства Dean Guitars, разработанных совместно с гитаристом группы «Pantera» Даймбэгом Дарреллом, названная в честь музыканта.

## Спецификация
- Дека — красное дерево,
- мензура — 24-3/4",
- гриф — красное дерево,
- накладка — палисандр вклеенный, 22 лада,
- датчики Dimebucker Dean,
- Floyd Rose[3].

## История создания
Электрогитара Dime Razorback была разработана Дарреллом Даймбэгом и компанией Dean Guitars. В частности, Даррел помогал в разработке дизайна гитары и дал ей имя. К сожалению, Даррелл не застал выхода в свет своего детища. После его гибели Dean закончила проект и посвятила памяти музыканта.

## Известные гитаристы
- Даймбэг Даррелл (Pantera, Damageplan)
- Закк Уайлд (Black Label Society, Оззи Осборн) - друг Даймбэга
- Мэтью Хифи (Trivium)
- Глен Алвелаис (Tenent, Forbidden, Testament)
- Эдди Ван Хален (Van Halen)
- Алекс Нуньес (Black Tide)
- Эдсел Доп (Dope)
- Йонас Чельгрен (Scar Symmetry)